# Feliks Zarszyński
Feliks Zarszyński herbu Odrowąż (zm. przed 28 września 1549 roku) – chorąży sanocki od 1522 roku, sędzia sanocki w latach 1511-1519, podsędek sanocki w latach 1507-1511.
Poseł na sejm krakowski 1531/1532 roku, poseł na sejm piotrkowski 1533 roku z ziemi sanockiej.